# São Miguel das Missões
São Miguel das Missões (portugisiska för "Missionärernas Sankt Mikael) är en ort och kommun i delstaten Rio Grande do Sul i södra Brasilien. Folkmängden i kommunen uppgår till cirka 8 000 invånare, varav lite mindre än hälften bor i själva centralorten.
São Miguel das Missões är känd för en kyrkoruin som 1983 sattes upp på Unescos lista över världsarv. Jesuitiska missionärer grundade kyrkan under 1700-talet för att skydda urinvånare från spanska och portugisiska slavhandlare. Den byggdes mellan ungefär 1735 och 1745. Trots jesuiternas kamp erövrade till slut spanjorerna och portugiserna området, och kyrkan övergavs. Katedralen i närbelägna Santo Ângelo är uppförd med São Miguel das Missões som förlaga.

## Administrativ indelning
Kommunen var 2010 indelad i sju distrikt:
- Campestre
- Coimbra
- Mato Grande
- Rincão dos Moraes
- São João das Missões
- São José
- São Miguel das Missões